# Tanja Ribič

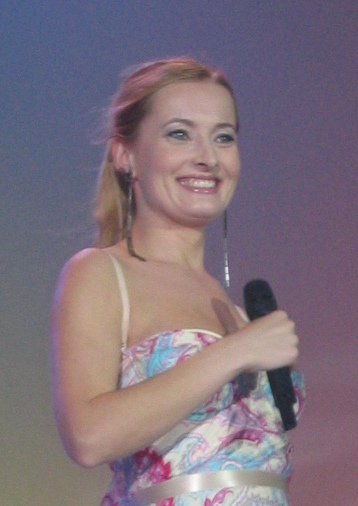
Tanja Ribič (2004)

Tanja Ribič, (Trbovlje, na República Socialista da Eslovénia , Jugoslávia,  28 de junho de 1968-) é uma cantora e atriz eslovena.
Ela representou a Eslovénia no Festival Eurovisão da Canção 1997 com a canção " Zbudi se", que terminou em 10.º lugar. Ela é esposa do ator e realizador  Branko Đurić e ambos vivem em Ljubljana, na Eslovénia. Tem um filho e duas filhas.